# Porodiljska groznica
Porodiljska groznica (PG), postpartalna groznica, puerperalna groznica, babinja groznica, pueralna sepsa, jedna je od jatrogenih bolesti, koja se javlja kod porodilja nekoliko dana nakon vaginalnog porođaja ili pobačaja, carskog reza, ali i tokom dojenja. Postpartalna groznica se često definiše kao; febrilno stanje sa temperaturom većom od 38,0 °C, koje se obično manifestuje nakon prvih 24 sata, ili unutar prvih deset dana nakon porođaja ili pobačaja.
Faktori rizika su; postraumatske infekcije (npr nakon carskog reza i epiziotomije), prisutnost određenih bakterija u vagini (kao što su Streptokoke grupe B), prevremeno pucanje vodenjaka i produženo trajanje porođaja, manipulacija instrumentima u toku porođaja, porođaj van bolnice itd. Većina infekcija u porodiljskoj groznici izazvana je udruženim dejstvom većeg broja različitih vrsta bakterija. Ostali uzroci groznice su: upala dojki, infekcije mokraćnog sistema i atelektaza. Ukupna stopa postporođajnih infekcija je oko 6,0% (sa intervalom pouzdanosti od 95%), i stopom učestalosti od 7,4%, nakon carskog reza i 5,5% nakon vaginalnog porođaja.
U srednjovekovnim bolnicama od nje je umiralo i do 80% porodilja (npr u Otelu Dju u Parizu). Kako se u kratkom vremenskom periodu praćenja porodilje, do otpusta iz bolnice, ne može pouzdano utvrditi pojava infekcije, najveći broj oboljelih je u postporođajnom periodu. Prema jednoj studiji, u 94% slučajeva porodiljska groznica se dijagnostikuje nakon otpusta iz bolnice.
U preaseptičkoj i preantibiotskoj eri porodiljska groznica karakterisala se visokom smrtnošću porodilja, od koje je umiralo i do 5 žena na 1.000 porođaja. Danas se njena pojava uspešno sprečava merama asepse i pravovremenim lečenjem antibioticima.

## Istorija
Prvi podaci o porodiljskoj groznici datiraju iz vremena Hipokrata (u prvom poznatom opis ove bolesti u Hipokratovim delima). U prvoj knjizi, epidemija, on opisuje slučaj koji se dogodio u Tasosu:
| „ | Filinova supruga, koja je rodila kćerku...četrnaestog dana nakon porođaja dobila je groznicu...sa bolom u trbuhu, visom temperaturom, drhtavicom i delirijumom. Žena je umrla nakon dvadeset dana. | ” |

Iako je bolest odavno poznata vekovima dugo nije bio utvrđen njen uzrok, dok su u mogućim etiopatogenetskim mehanizmima postojale razne teorije na osnovu brojnih posmatranja (često nepotkrijepljene dokazima), koji su bili spekulativni, poput:
Teorija o zadržavanju oslobođenog sekretaPo kojoj se sekret koji se stvara u vagini (u periodu od oko šest nedelja nakon porođaja), zbog zastoja u izlučivanju i procesa truljenja, vraća u tkiva i krv, uzrokujući bol, groznicu i smrt žene. Patogenezu poremećaja po ovoj teoriji prati preterane gustoća krvi, koja ograničava protok ili dovodi do začepljenja krvnih sudova, što ograničava oticanje krvi iz materice.
Teorija nečistoće u krviPrema ovoj teoriji tokom devet meseci trudnoće, venski sistem karlice apsorbuju otrove koje proizvode fekalne materije. Uzrok akumulacije otrova pripisuje se materici, koja je uvećana i direktno vrši pritisak na creva u svojoj okolini uzrokujući stagnaciju crevnog sadržaja.
U 19. veku u porodilištima širom Evrope vladala je jedna od jatrogena katastrofa toga vremena, porodiljska groznica. Prenos patogenih bakterija iz obdukcionih sala u bolnička porodilišta izazivala je visok mortalitet trudnica porodiljskom sepsom (ili porodiljskom groznicom). Ovu jatrogenu bolest i njenog uzročnika identifikovao je Ignasio Felipe Semelvajs, koji je i uveo u medicinsku praksu jednostavan metod dezinfekcije, pranje ruku dezinficijentnim sredstvom, i time spasao bezbroj života porodilja.

## Epidemiologija
Morbiditet/mortalitet
Sjedinjenim Američkim Državama, prema studiji sprovedenoj u 2001. godini; 5,5% vaginalnih poroda i 7,4% carskih rezova okončao se postporođajnom infekcijom. Ukupna stopa postporođajnih infekcije je 6,0%, dok endometritis čini gotovo polovinu infekcija porodilja nakon porođaja carskim rezom (3,4%). Mastitis i infekcije urinarnog trakta zajedno čine 5% svih infekcija nakon vaginalnog porođaja.
Druga studija, takođe sprovedena u Sjedinjenim Državama, u desetogodišnjem periodu (1998-2008), utvrdila je da se; na oko 45 miliona hospitalizacija, sepsa kao komplikacija, javila u 1 slučaju na svakih 3.333 porođaja. Takođe u ovoj studiji, rizik za tešku sepsu bio je (1 slučaj na 10.823 porođaja) a sepse sa smrtnim ishodom (1 slučaj na 105.263 porođaja).
Smrtnost
Prognoza za postporođajne infekcije u 21. veku je dobra ako se pravovremeno započne sa odgovarajućom primenom terapije.
U većini studija stopa smrtnosti povezana je sa rasponom učestalosti infekcije (koja se kreće od 4-8%), i iznosi u proseku oko 0,6 smrtnih slučajeva majki na 100.000 živorođene dece.
Na osnovu podataka Centra za kontrolu i prevenciju bolesti u SAD, navedene infekcije čine oko 11,6% svih smrtnih slučajeva nakon; naredne trudnoće, kod živorođene, mrtvorođene dece ili vanmaterične trudnoće.
Rasa
Rizik od postporođajne infekcije urinarnog trakta u porastu je kod osoba crne rase; afroamerikanki, nativnih afroamerikanki, i hispano populacije.

## Etiopatogeneza
Nakon porođaja ženske genitalije, koje su tokom trudnoće i porođaja proširene, imaju veliku „ogoljenu“ površinu, koja je izložena infekciji. Infekcija može biti ograničena na šupljine i zid materice, ili se može proširiti izvan nje i izazvati trovanje krvi (sepsu) ili druge bolesti. U uslovima kada je posle porođaja, smanjena otpornost organizma prema infekciji, materica pretvorena u jednu veliku ranu (nakon odvajanja posteljice), koju može da prati teško krvarenje, a na genitalnom traktu stvorene razderotine, unošenja uzročnika gnojenja tokom porođaja može biti posledica: 
- carskog reza[12] ili epiziotomije
- rada sa nečistim (nesterilnim) instrumentima,[13]
- kada babica na rukama ili porodilja na genitalijama ili po koži ima gnojnu ranu ili upalu,
- rađanja ili pobačaja u stanu ili u porodilištima gde postoji zaraza erizipelom ili gnojnom angina.
- loše higijene buduće trudnica (pre porođaja), kada se mogu u matericu uneti uzročnici gnojenja. Dovoljno je da porođaj dugo traje ili da se porodilja prečesto pregledava, što može uzrokovati ekspanziju uzročnika gnojenja u šupljinu maternice a iz nje prodor patogene u krvni sistem, sa pojavom sepse.

Težina bolesti zavisi od virulencije mikroorganizma, otpornosti tkiva na njihovu invaziju, i opšteg zdravstvenog stanja žene. Najčešći uzročnici su: piogeni streptokok (Streptococcus pyogenes), stafilokok (čest stanovnik kožnih eflorescencija; bubuljica, čireva, i mnogih drugih pustuloznih-gnojnih erupcija), anaerobni streptokok (koji se razmnožava u devitalizovanim (mrtvim) tkivima (npr, nakon dugotrajnih intervencija instrumentima), ešerihija koli (Escherichia coli) i klostridijum (Clostridium welchii), stanovnici donjeg dela crevnog trakta), tetanus (Clostridium tetani).

## Klinička slika
Bolest nastaje kod porodilja nekoliko dana nakon porođaja. Karakteriše je
- visoka temperatura, praćena groznicom i osećajem hladnoće
- loše opšte stanje, gubitak snage, opšta slabost i malaksalost
- bledilo kože
- pojava gnojavog sekreta iz materice (neprijatnog mirisa često sa znacima krvarenja).
- bolovi u donjem delu trbuha, koji je osjetljiv na palpaciju.

Ukoliko se bolest komplikuje zapaljenjem trbušne maramice javlja se defans (tvrd i napet trbušni zid), kao posledica akutnog peritonitisa

## Dijagnoza

### Laboratorijske analize
Laboratorijski analize imaju za cilj rasvjetljavanje težine bolesti kao i etiologiju infekcije. Lakši slučajevi mastitisa obično ne zahtijevaju laboratorijske testove. Infekcije rane i infekcije genitalnog trakta otežava da se utvrdi koliko je ona odgovorna za pojavu bolesti. Laboratorijske analize treba da obuhvate:
- Kompletna krvna slika
- Elektroliti
- Kultura krvi, ako se sumnja na sepsu
- Kompletna analiza mokraće, sa urinokulturama
- Bris grlića maternice ili kultura
- Bris rane
- Određivanje nivoa laktata, ako se sumnja na sepsu
- Određivanje faktora koagulacije, ako se sumnja na trombozu vena karlice, duboku vensku trombozu, plućnu embolije, ili invazivni tretman (npr, nakon hirurškog zahvata).

### Imidžing pretrage
Ultrazvuk
Ultrazvučni pregled karličnog predela može biti od pomoći u otkrivanju zaostalih proizvoda koncepcije, apscesa karlice, ili zaraženih hematoma.
CT i MRT
Primenom kompjuterizovane tomografije ili magnetne rezonantne tomografije, može se postaviti dijagnoza septičke tromboze karlice.
U nekim slučajevima, primena kontrastne kompjuterizovane tomografije, trbuha (abdomena) i karlice može biti od pomoći u diferencijalnoj dijagnozi, ako su prisutne druge bolesti u trbuhu/karlici, kao primarne infekcije koje nisu povezana sa trudnoćom (npr, apendicitis, kolitis).

## Diferencijalna dijagnoza
U diferencijalnoj dijagnozi porodiljska groznica, treba imati u vidu sledeće bolesti:
- upala slepog creva,
- apsces dojke,
- celulitis,
- tromboza dubokih vena,
- upalne bolesti karlice,
- pijelonefritis,
- tuboovariajalni apsces,
- infekcija urinarnog trakta,
- vaginitis

Ostali uslovi koje treba razmotri u diferencijalnoj dijagnozi bolesnice sa sumnjom na postporođajne infekcije uključuju sledeće:
- endometritis,
- mastitis,
- zaostali proizvodi koncepcije,
- tromboza dubokih vena,
- plućna embolija,
- septički flebitis karlice.

## Terapija
Najvažniji postupci u prehospitalnoj nezi u postporođajnih bolesnica sa sumnjom na infekciju je da se bolesnici osigura adekvatna volumena fluida i odmah započne praćenje rada srca i primena kiseonika, i time spreči pojava sepse i šoka.

## Komplikacije
Klinički tok porodiljske groznice može se okončati sledećim komplikacijama:
- ožiljne promene,
- neplodnost
- sepsa,
- septički šok

## Spoljašnje veze
- Streptococcus Group B Infections
- Bacterial Infections and Pregnancy
- Pathophysiology of Complicated Urinary Tract Infections

|  | Molimo Vas, obratite pažnju na važno upozorenje u vezi sa temama iz oblasti medicine (zdravlja). |